# Rodamin 6G
Rodamin 6G je jako fluorescentno bojilo iz skupine rodamina. Često se koristi kao bojilo u vodi za određivanje brzine i smjera protoka i prijenosa. Rodaminska bojila fluoresciraju i stoga mogu lako i jeftino otkriti mjernim instrumentima koji se nazivaju fluorometri. Rodaminska bojila također se dosta koriste u biotehnološkim primjenama poput fluorescentne mikroskopije, protočne citometrije, fluorescentne korelacijske spektroskopije i enzimskog imunološkog testa.

## Triarilmetanska bojila
Triarilmetanska bojila su bojila koja se izvode strukturno od bezbojnog trifenilmetana (C6H5)3CH. Najčešća među njima su trifenilmetanska, a manji dio pripada derivatima difenil-naftilmetana C10H7·CH·(C6H5)2. U para-položaju prema centralnom ugljikovu atomu moraju se u molekuli nalaziti na arilnim grupacijama najmanje dvije auksokromne skupine. Kromofor je ove skupine p-kinonoidna grupacija O=C6H4=O, odnosno 0=C6H4=NH. Prema broju i karakteru auksokromnih grupa dijele se ta bojila na trifenilmetanske derivate s dvije amino-grupe, na iste derivate s tri amino-grupe, na hidroksi-trifenilmetanske derivate, aminohidroksi-derivate i derivate difenilnaftilmetana. U svakoj od ovih grupa nalaze se bojila različitih svojstava bojenja: bazna, kisela, močilna i bojeni lakovi. Ako molekula bojila sadrži grupu —COOH u o-položaju prema grupi —OH, bojilo je močilno. Uvođenjem sulfonskih grupa u molekulu dobivaju se od baznih bojila kisela. Sulfonske grupe koje se nalaze u o-položaju prema centralnom ugljikovom atomu povećavaju postojanost prema alkalijama. Bojeni lakovi nastaju od baznih bojila taloženjem s fosformolibdenskom ili fosforvolframskom kiselinom. Trifenilmetanskim bojilima postižu se neobično živahna, briljantna i čista obojenja crvene, ljubičaste, modre i zelene boje, ali su im postojanosti općenito niske, osobito na svjetlu i prema alkalnoj obradi. Zbog toga im upotreba sve više opada u korist postojanih bojila. Bazni predstavnici se najviše upotrebljavaju za bojenje svile i močenog pamuka, a kiseli i močilni za bojenje vune. Najveće količine ovih bojila troše se izvan tekstilne upotrebe, i to za bojenje papira, drveta, šibica, u proizvodnji grafičkih boja, za tinte, kao boje u kozmetici i prehrambenoj industriji.

## Slike
| |                                                                               | | |
| Rodamin 6G klorid u prahu pomiješan s metanolom, emitira žutu svjetlost pod zelenim laserskim osvjetljenjem. | Laser na bazi rodamina 6G (otopina boje je narančasta tekućina u epruvetama). | Fluorescencija četiri različite tvari pod UV zrakama (kinin, fluorescein, rodamin B i rodamin 6G). Tvari su otopljene u vodi oko 0,0001% otopine. | Dokaz Lambert-Beerova zakona: zelena laserska zraka svjetlosti prolazi kroz otopinu pigmenta rodamina 6B. Zraka svjetlosti postaje sve slabija kako prolazi kroz otopinu. |